# Dennitsa Dorsa
I Dennitsa Dorsa sono una struttura geologica della superficie di Venere.